# Autorail Mat '34
Materieel 1934
Les autorails Mat '34 (materieel 1934) des Nederlandse Spoorwegen sont une série de 40 rames doubles également appelés DE3 (Diesel - Électrique à 3 caisses) livrés en 1934. Ces autorails triples avec deux moteurs disposés dans l'élément central sont les premiers autorails diesel des Pays-Bas pour trains de ligne.
Conçus pour assurer les trains de voyageurs rapides sur les lignes non-électrifiées, ces véhicules au design moderne pour l'époque (face d'about carénées, emprunté aux autorails allemands DR 877 Fliegende Hamburger) connaîtront une version électrique : les huit automotrices Mat '35 qui donneront naissance aux 130 rames Mat '36 et '40. Les NS ont également réalisé les huit autorails monocaisse Mat '37 et les 18 rames articulées à cinq caisses Mat '40 (DE5). L'aspect général de ces rames aérodynamique sera encore utilisé pour la conception des Mat '46 électriques et des autorails DE1 et DE2, livrés en 1953-1955.
En partie remotorisés après la Seconde Guerre, les Mat '34 terminent leur carrière à la fin de l'année 1963. La rame 27 à moteur Maybach est préservée.

## Histoire

### Genèse
En 1931, les NS réceptionnent leur dernière série de locomotives à vapeur et font le choix de miser sur les nouveaux modes de traction :
- L'électricité (courant 1 500 V continu) alors représentée par les automotrices Mat '24 (Blokkendoos - boites de cubes) ainsi que le matériel en bois ex-ZHESM ;
- La traction thermique (essence puis diesel) expérimentée avec succès sur les autorails omC et omBC, des engins à bogies ou à deux essieux utilisés sur des dessertes locales.

L'électrification de toutes les grandes lignes étant jugée trop coûteuse et trop longue à mettre en œuvre, les NS décident de se focaliser sur le service des trains rapides, un service pour lequel les Chemins de fer allemands (DR) viennent de mettre en service le premier Fliegender Hamburger (de) (hambourgeois volant) : un autorail articulé propulsé par deux moteurs Maybach.

### Mise au point

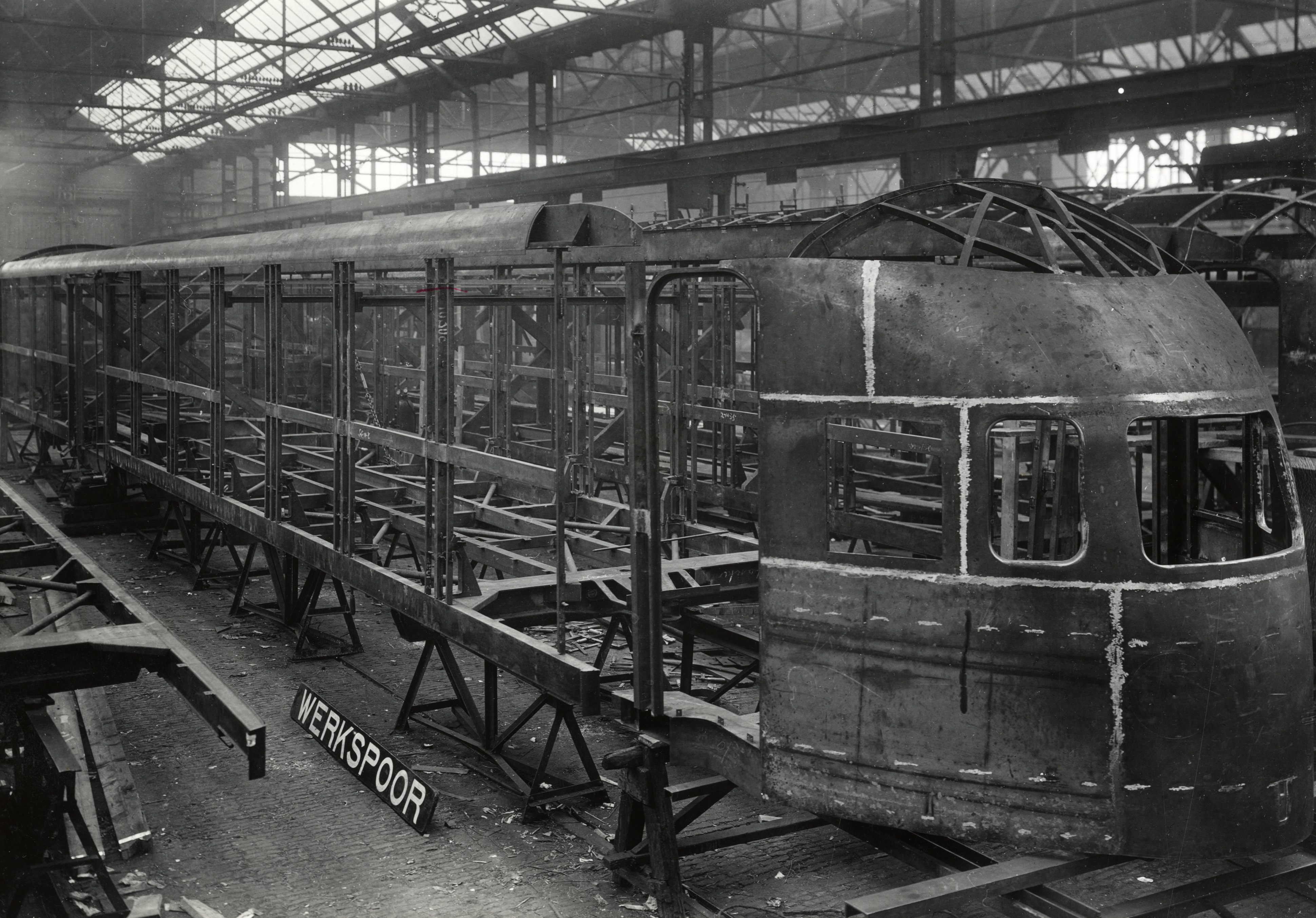
Une rame en cours d'assemblage chez Werspoor à Utrecht.

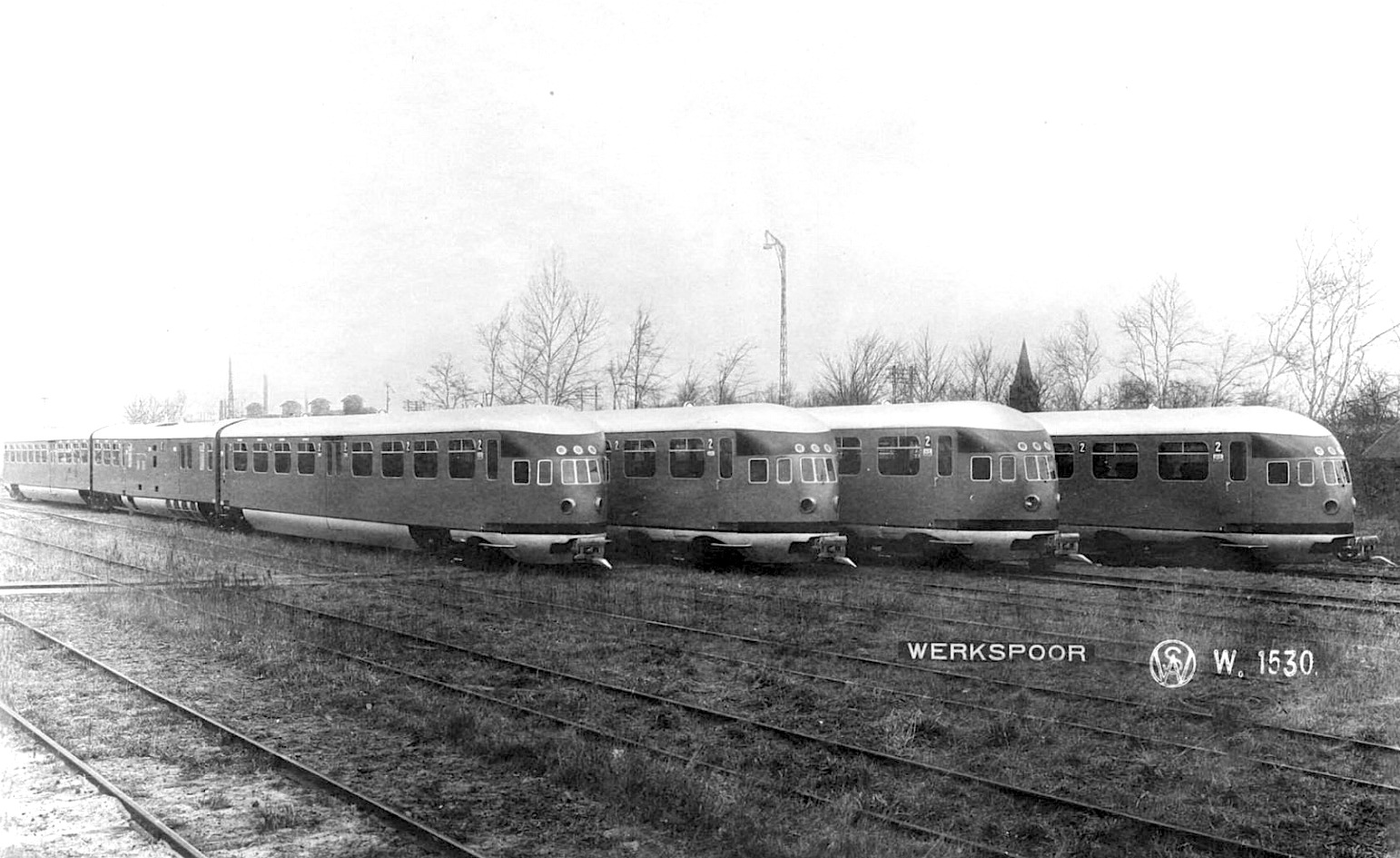
En attente de livraison.

Les ingénieurs hollandais se mettent au travail très rapidement, de sorte que les premières rames NS ont été livrées avant les Fliegender Hamburger de série. L'aspect général des faces avant est repris, tout comme la motorisation, mais les autorails néerlandais sont triples, concentrant les moteurs dans la voiture centrale ce qui réduit les nuisances sonores.
Les cabines de conduite se caractérisent par leurs pare-brises particulièrement petits (une caractéristique de l'autorail allemand prototype qui n'a pas été reprise sur les véhicules de production). Les fenêtres sont à encadrement arrondi avec un ouvrant coulissant sur le côté ; les rames aérodynamiques construites à partir de 1936 auront des ouvrants de fenêtre pivotant vers l'intérieur. Les portes au centre de la voiture sont coulissantes en deux parties et disposées plus bas que le reste de la salle, les autres sont des portes sur charnières à un seul battant. La caisse est entièrement soudée, entraînant une économie de poids, et les intérieurs sont entièrement nouveaux avec des banquettes rembourrées en 3e classe et des sièges individuels en 2e. Il n'y a pas de première classe à bord de ces trains, conçus pour des services ordinaires sur de moyennes distances.
Les 35 premières rames sont dotées de deux moteurs Maybach V12 semblables à ceux des autorails allemands avec une transmission électrique due à la firme néerlandaise Heemaf tandis que les 5 dernières expérimentent des moteurs du fabricant hongrois Ganz, produites sous licence par Stork qui met également au point leur transmission. Ce choix s'avérera heureux en raison des sérieux problèmes de jeunesse qui toucheront les autres véhicules. Le carburant est stocké dans des réserves sous pression dans le plancher de l'élément moteur. Des essais en ligne sont effectués à une vitesse atteignant les 140 km/h mais leur vitesse maximale en service se limitera à 125.
Leur composition est la suivante :
- Une voiture B, puis Bk[4], avec la cabine du conducteur et deux salles de 24 places de 2e classe disposés de part et d'autre de la plateforme d'accès médiane qui comporte quatre portes, contre deux pour les vestibules à chaque extrémité ;
- Une motrice mD comportant deux toilettes, un compartiment à bagages, la salle des machines avec les moteurs et la génératrices, deux toilettes pour les voyageurs de 3e classe qui disposent également d'une petite salle de 24 places ;
- Une voiture C, puis Ck, avec la seconde cabine de conduite, un petit vestibule et deux salles de 56 et 32 places encadrant une grande plateforme d'accès dotée de deux portes.

Les bogies à deux essieux situés sous la cabine du conducteur sont non-motorisés et les moteurs de traction se trouvent autour de l'essieu 1 et 3 des deux bogies de type Jacobs positionnés entre les voitures. En raison du poids de l'équipement et du carburant, des bogies à trois essieux de disposition A1A avec essieu porteur au centre ont dû être employés. À noter que les automotrices électriques emploieront la disposition inverse où le bogie situé sous chaque cabine de conduite était toujours moteur.
Les autres pays européens s'inspireront également des Fliengender Hamburger allemands et de leurs équivalents américains : la SNCB crée plusieurs séries d'autorails d'aspect fort semblables, les Chemins de fer du Nord (intégrés à la SNCF en 1938) créent les autorails TAR tandis que les Hongrois, Polonais et Roumains réalisent également des autorails rapides.

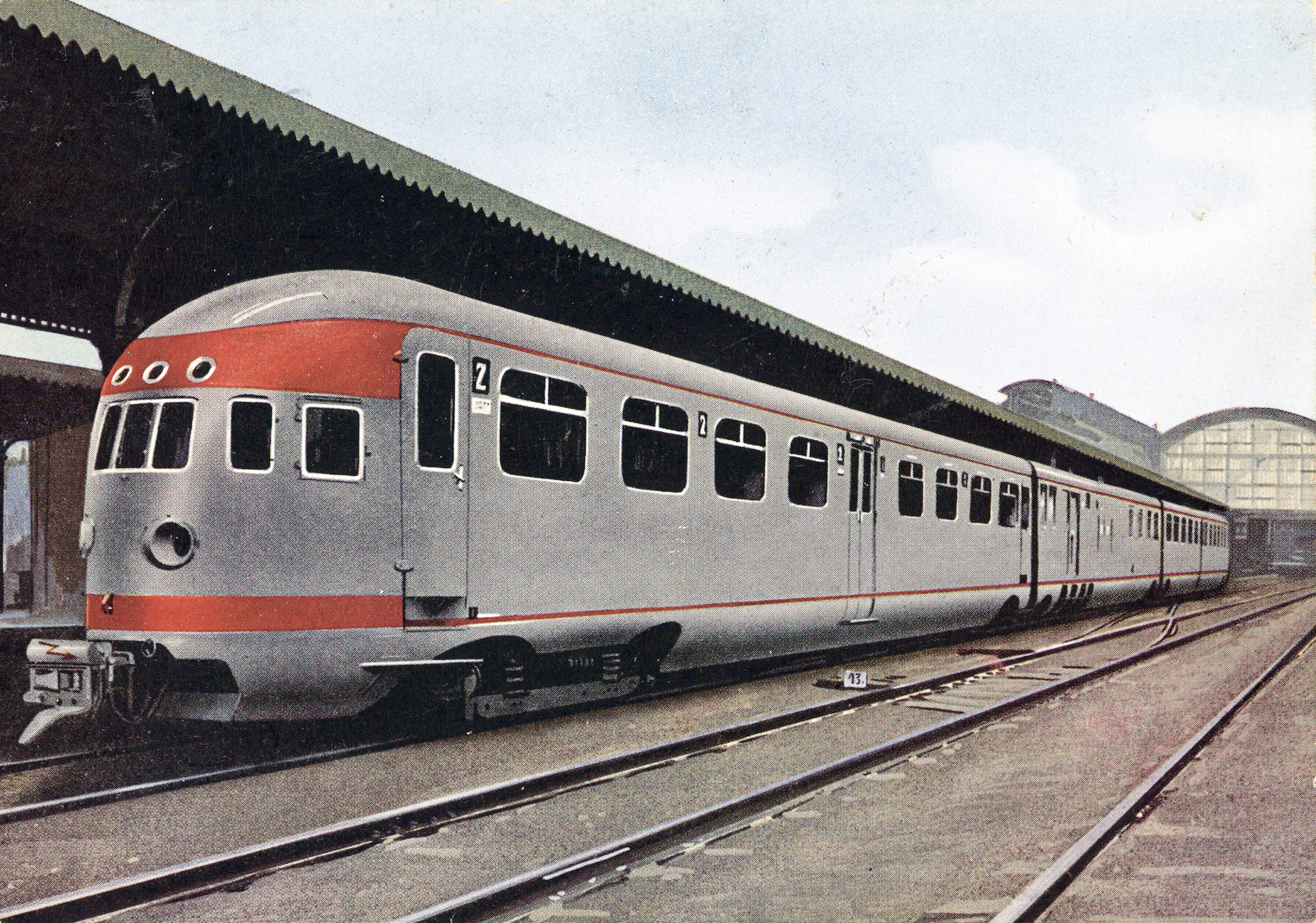
Illustration de 1934 représentant un DE3 à Utrecht.
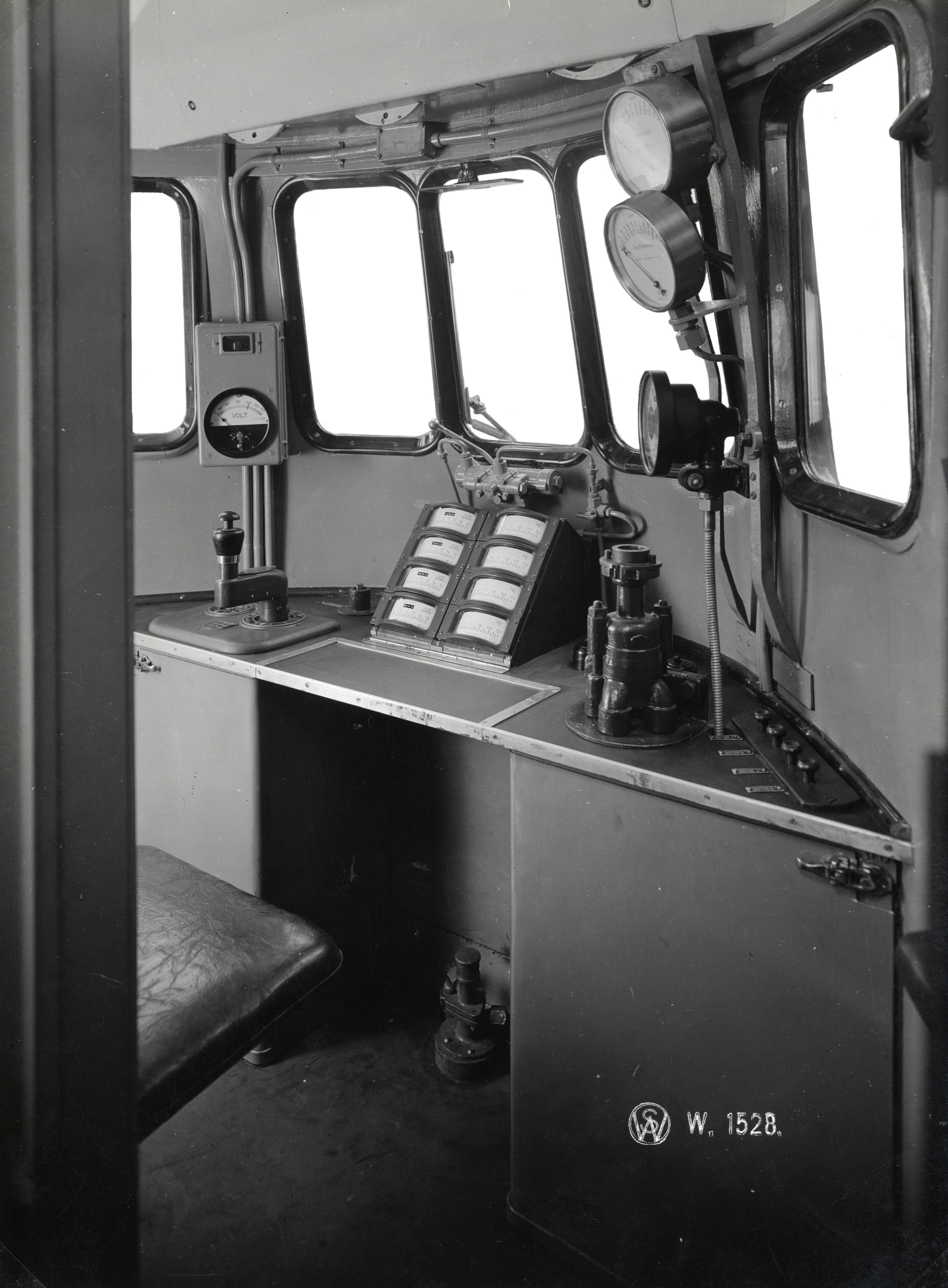
Poste de conduite.
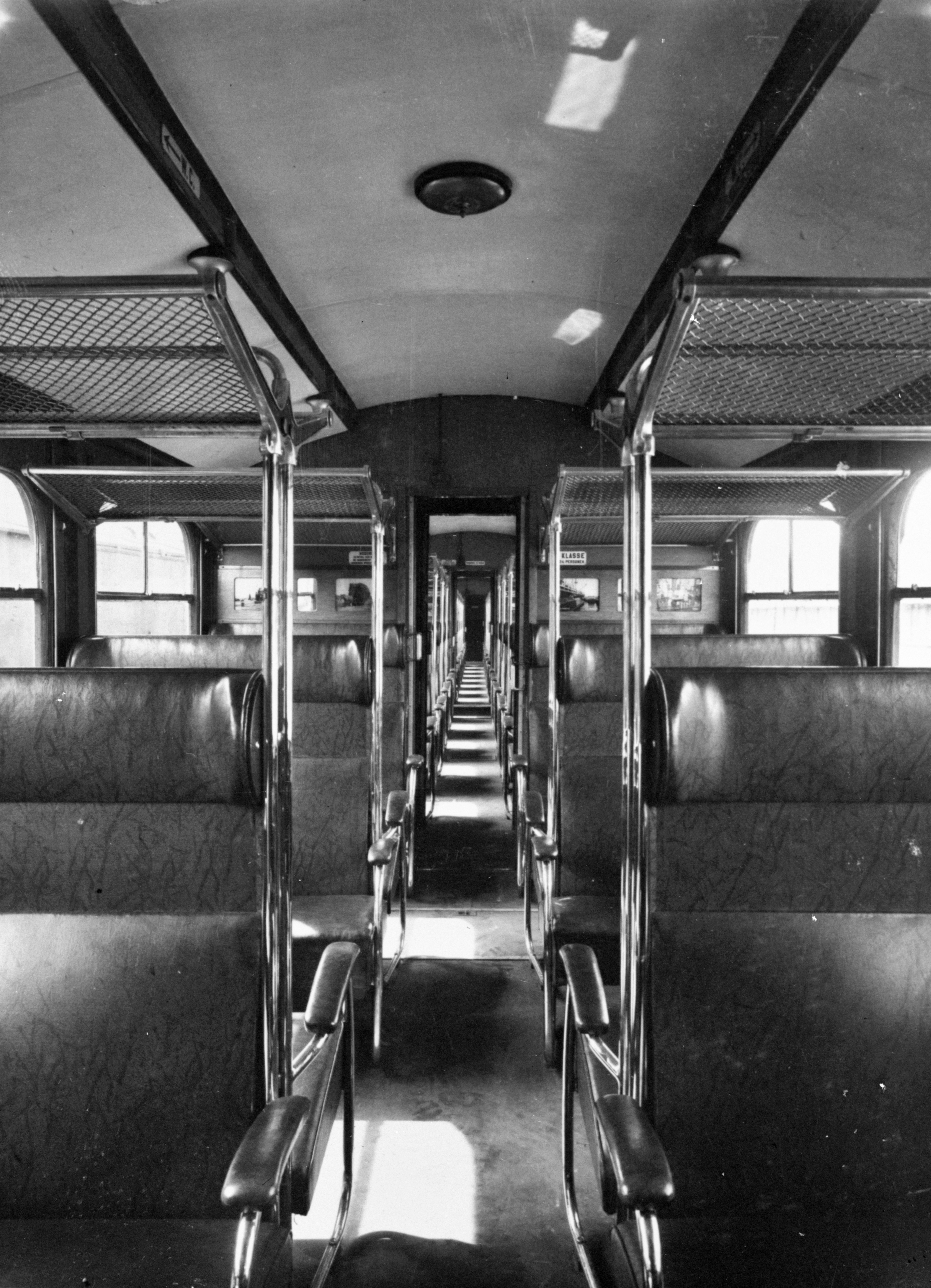
Troisième classe.
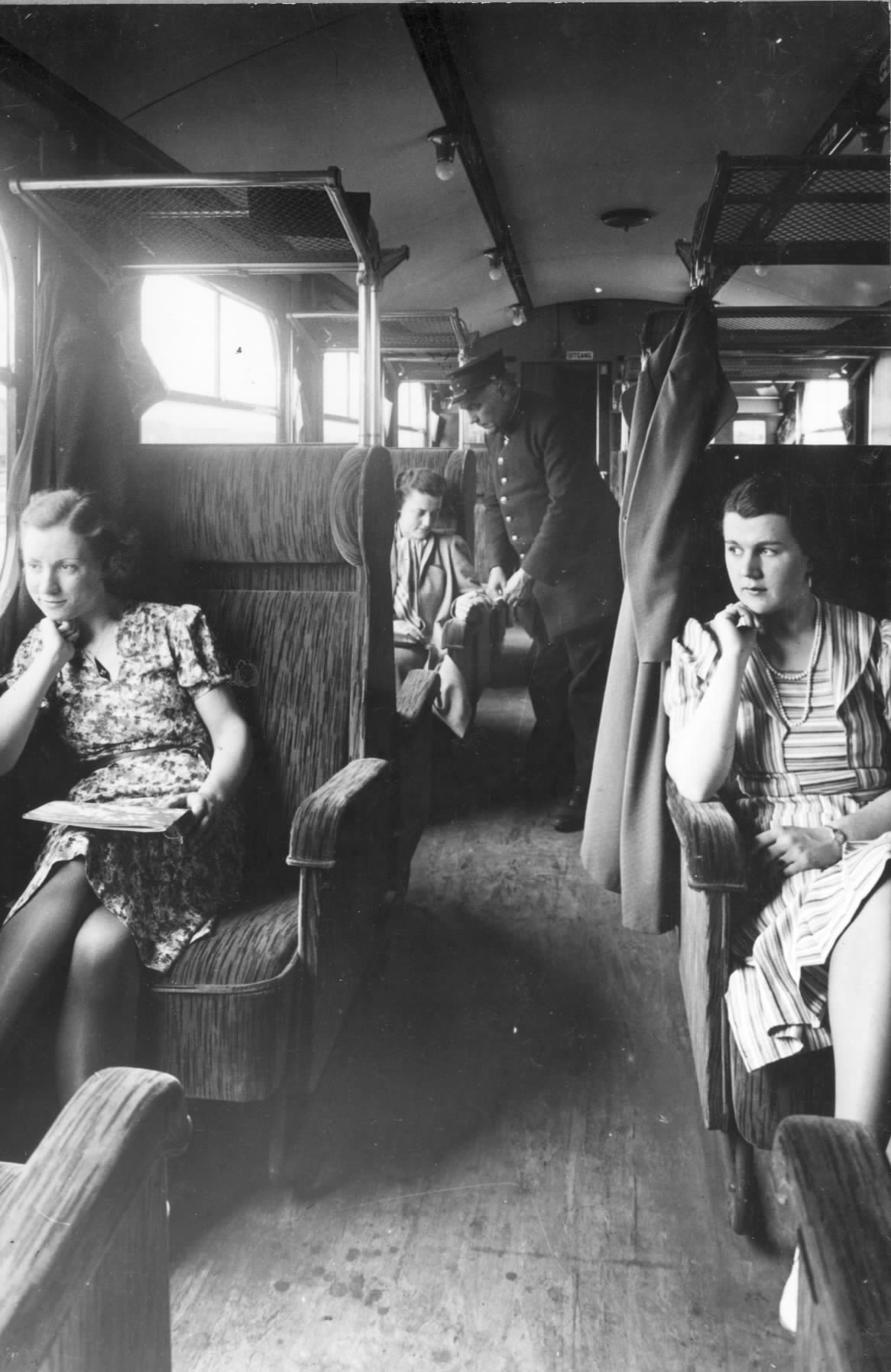
Deuxième classe.
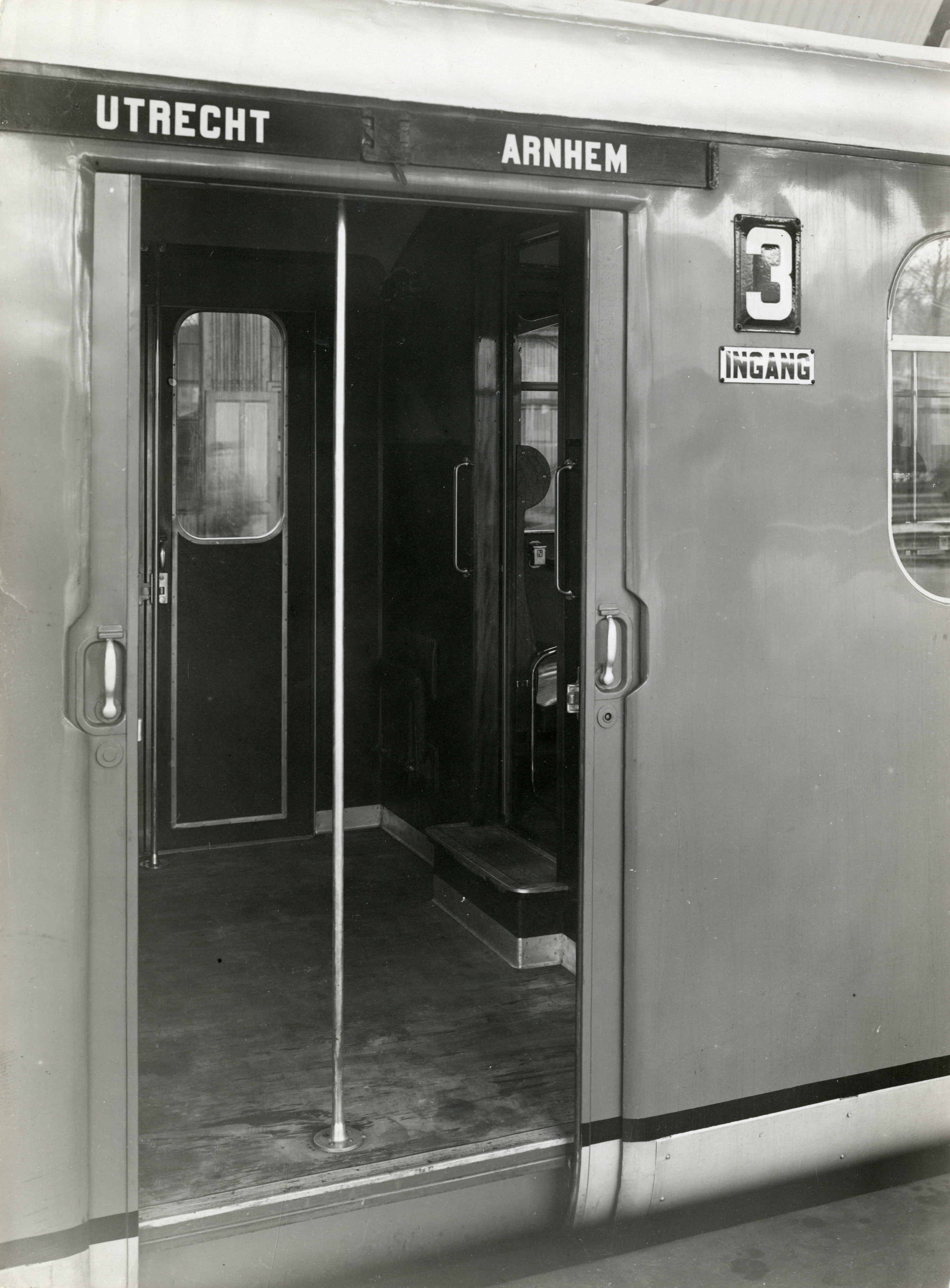
Porte centrale surbaissée.
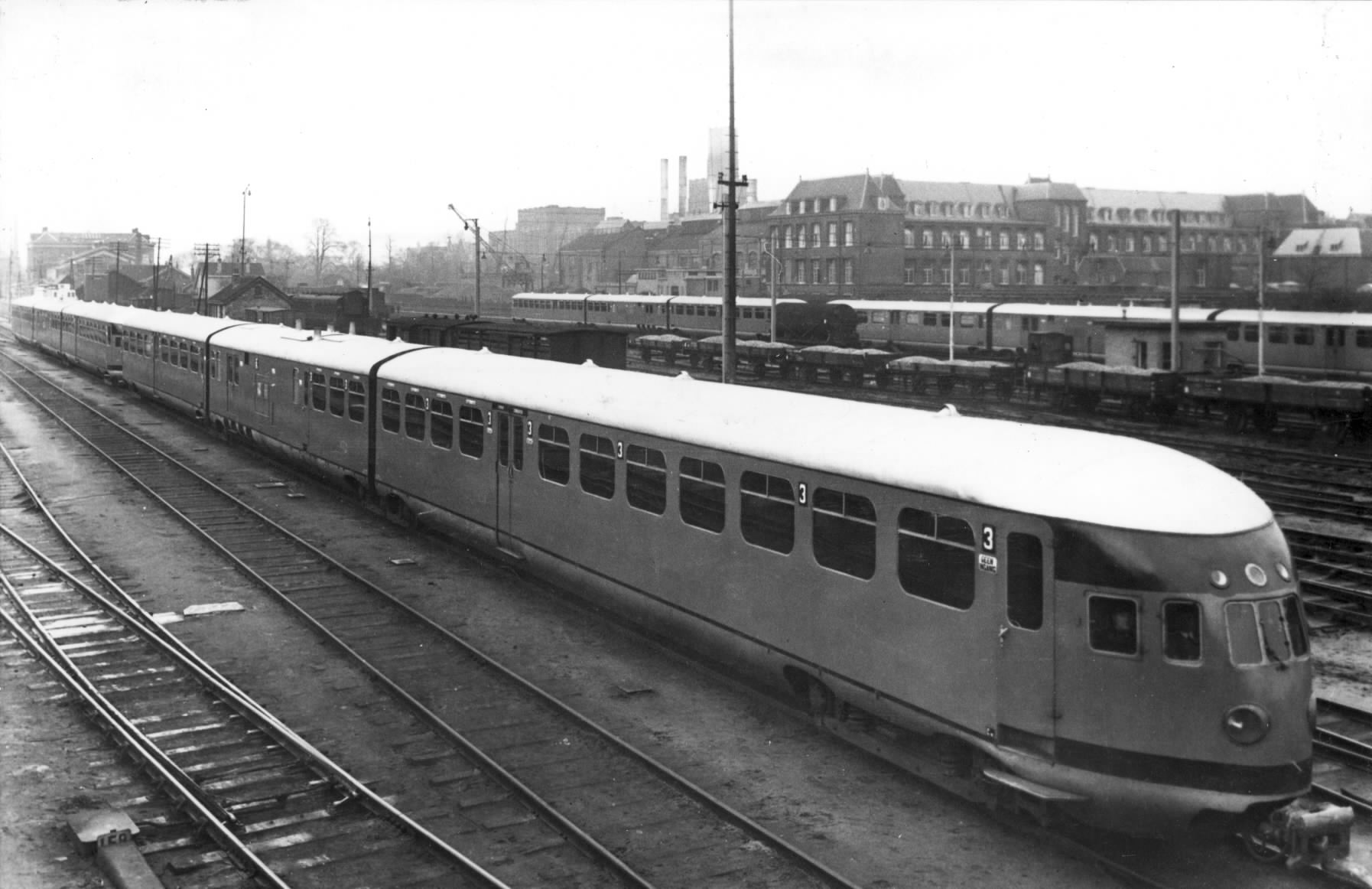
Quatre rames en livrée d'origine à Utrecht avant l'électrification.

### Mise en service
L'entrée en service des Mat '34 a lieu trop tard pour l'entrée en vigueur des nouveaux horaires de 1934. Les NS assemblent des rames de voitures en bois à portières latérales montées sur bogies, remorquées par une locomotive à vapeur série 3700 (parfois 3900 ou 6100) surnommés avec ironie Stoomdiesels (les diesels à vapeur). Leur capacité devait égaler un couplage de deux autorails et les accélérations attendues étaient plus élevées que nombre de trains à vapeur. Les premiers pas des 35 rames à moteurs Maybach se montrent difficiles avec de très nombreuses pannes, que ne connaîtront pas les 5 rames à moteur Ganz. Le système pressurisé d'alimentation en carburant et la liaison moteur-génératrice connaîtront également des ratés ; une bonne fiabilité est finalement atteinte à partir de 1937.
Peintes en gris argent, elles sont repeintes dans le même vert que les autres automotrices et autorails à partir de 1937, conservant leurs bandes rouges d'origine. Les ouvrants de fenêtre jugés trop petits sont assez vite agrandis vers le bas.
Affectées à de nombreuses grandes lignes non-électrifiées, elles sont déjà déplacées en 1938 par l'électrification du Middennet (lignes Amsterdam - Utrecht, Rotterdam - Utrecht, Utrecht - Eindhoven, Amsterdam - Arnhem et Gouda - La Haye) qui était leur terrain de prédilection. Elles serviront notamment au départ des villes de la Randstad vers Gronigue, Enschede, Oldenzaal ou Hilversum. Sur toutes ces lignes, elles réduisent le nombre de trains à traction vapeur et séduisent le public grâce à leurs conditions de confort bien supérieures aux anciennes voitures en bois.
Sur les lignes à forte capacité, elles sont couplées par trois voire quatre et peuvent, dans ces conditions, emporter une remorque postale type Pec d'ordinaire utilisée avec les automotrices électriques, possédant le même attelage automatique.
Afin de remplacer les couplages multiples sur les grandes lignes, les NS commandent début 1940 vingt-cinq rames aérodynamiques à cinq éléments (DE5 Mat '40) prévues pour prendre la relève sur les express vers Gronigue et Enschede en offrant un niveau de luxe supérieur. La guerre survient cependant avant leur livraison.

### Seconde Guerre mondiale

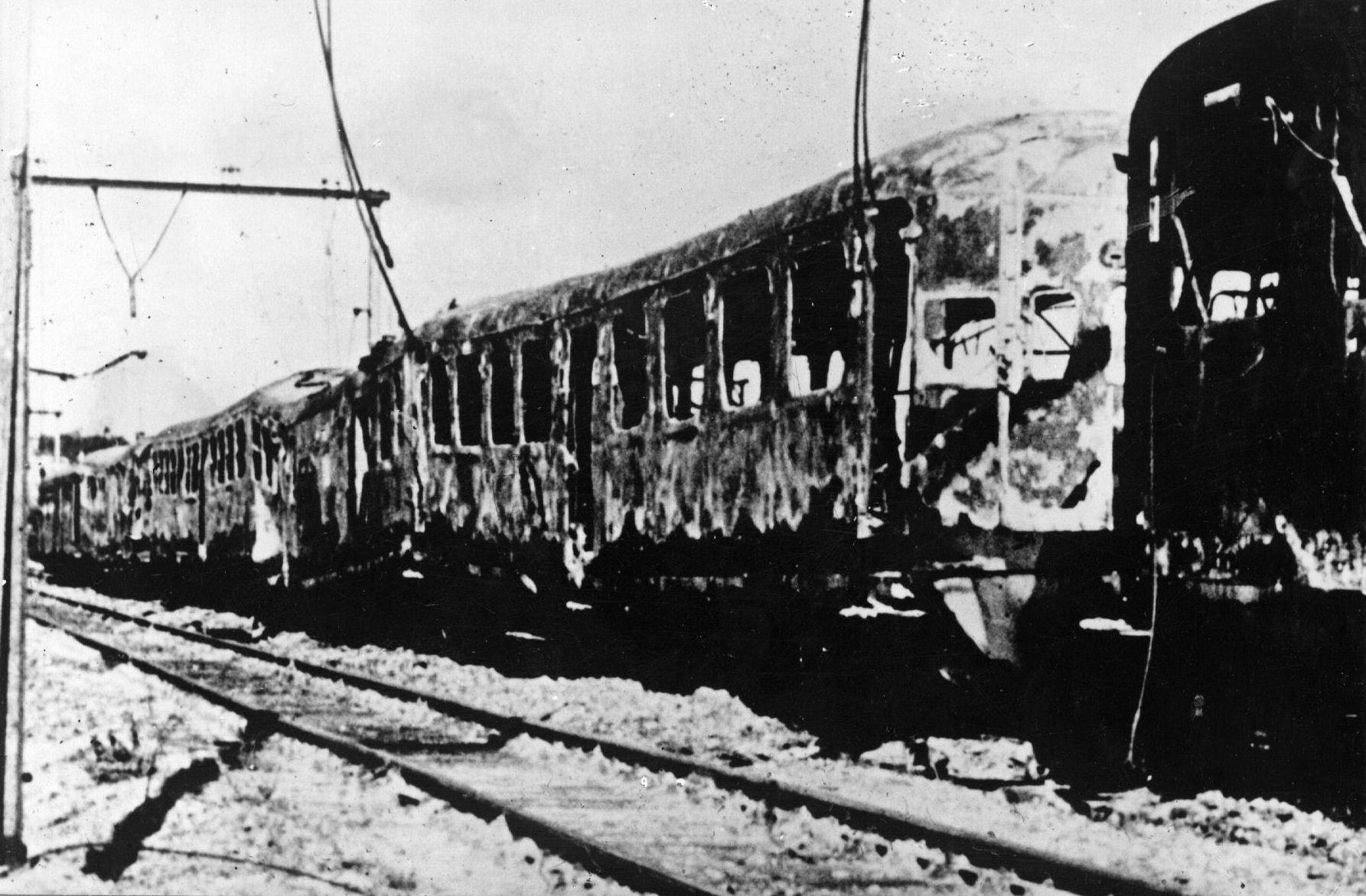
Rame incendiée à Oosterbeek.

Un train formé de deux Mat '34 triples (21 et 49) et de deux Mat '37 à une seule caisse se retrouve bien malgré lui au cœur d'un incident médiatisé alors que la guerre est pourtant terminée. Stationné sur le remblai à proximité du pont sur le Rhin à Oosterbeek — l'endroit étant considéré moins risqué que la gare de triage d'Arnhem en cas de raid aérien — lorsque éclate la bataille d'Arnhem le 17 septembre 1944, il est légèrement endommagé. Coupé du reste du réseau en raison des destructions, il est mitraillé à quelques reprises par des avions alliés mais est encore intact au moment de la capitulation allemande. Lors du tournage du film Theirs Is the Glory (en) le 13 septembre 1945, l'équipe comprenant 300 paracommandos britanniques a reçu l'autorisation de la commune de tirer à l'artillerie sur des maisons endommagées à proximité mais la décision est prise, sans la moindre concertation, de tirer un obus au phosphore blanc sur le train de 8 voitures toujours immobilisé sur le talus de chemin de fer et de filmer la scène, qui ne sera pas conservée au montage. Plusieurs habitants et édiles témoigneront, photos à l'appui et un procès se conclura par le versement d'un demi million de florins, le convoi ayant été complètement détruit.
Neuf autres rames ont également été perdues dans leur totalité : les 18, 38, 43 et les deux voitures-pilotes de la 34 sont manquantes à l'issue du conflit et la 36 est ferraillée à Szczecin (Pologne) en 1947, la 25 a été bombardée à Rotterdam en 1940 et les 20, 23, 36 sont démolies après la guerre. Des éléments des 12, 37, 34 et 42 ayant été irréparablement endommagés ou perdus sont combinés à d'autres voitures et de nombreux échanges de véhicules d'une rame à l'autre ont lieu dans le cadre de la reconstruction, et se poursuivent jusqu'à la fin de leur carrière. Une renumérotation a lieu pour supprimer les vides laissés par la guerre, donnant la numérotation 11 à 38.
En 1953, il reste 17 exemplaires pourvus de moteurs Maybach (n° 11 à 27), un doté de moteurs Ganz et 12 qui ont été remotorisés avec deux RUB de Werkspoor, de la même famille que les autorails DE5 et automoteurs TEE mais avec seulement 8 cylindres.

### Fin de carrière et préservation
Au lendemain de la guerre, elles circulent en remplacement de rames électriques sur des lignes où la caténaire n'est pas encore remise en activité, voire en couplage avec des rames électriques pour pallier la pénurie de matériel. Elles seront aussi mobilisées lors des inondations de 1953 avec des rames DE5. Leurs services ordinaires comptent notamment les lignes Amsterdam - Enschede et Zwolle - Gronigue / Leeuwaarde jusqu'à leur électrification au début des années 1950 ainsi que des trains express en Belgique, entre Rosendael et Anvers mais la plupart sont redéployées sur des lignes aux Pays-Bas. Elles contribuent à l'élimination des locomotives à vapeur dans l'Est de la Hollande et dans le nord, vers Enkhuizen et Den Helder. Les NS réceptionnent de nouveaux autorails aérodynamiques DE1 et DE2 mais ceux-ci vont surtout concurrencer les derniers trains à vapeur, qui s’éteignent fin 1957. En revanche, la mise en service de rames tractées de voitures plan E et l'électrification totale de la ligne vers Anvers rendent superflue une partie de la flotte. Entre 1954 et 1960, leur livrée verte fait place à du bleu moyen, conservant les bandes de visibilité rouges.
Elles assurent encore des services Intercity entre Nimègue, Arnhem et Dordrecht en compagnie de DE5. Il reste encore neuf DE3 de 1934 en service dans la région de la Frise autour de Gronigue. L'arrivée des nouveaux autorails triples Plan U en 1963 provoque la fin de carrière des autorails les plus anciens des NS encore en service.
Leur importance historique motive les NS à mettre de côté dès 1957 la rame 156 (ex-26), employant la voiture mCD de la 157 (ex 27) pourvue de moteurs Maybach . Encore revêtu de la livrée verte, l'ensemble est garé jusqu'en 1963 où le mauvais état des deux voitures-pilotes pousse à les démolir et à utiliser celles de la rame 163, tout juste retirée du service. Elle a été repeinte en 1967 dans sa livrée d'origine qu'elle conserve jusqu'à ce jour, mais son moteur n'est pas fonctionnel.
Exposée au Musée national des chemins de fer néerlandais à Utrecht, elle est occasionnellement exposée lors d'évènements extérieurs.

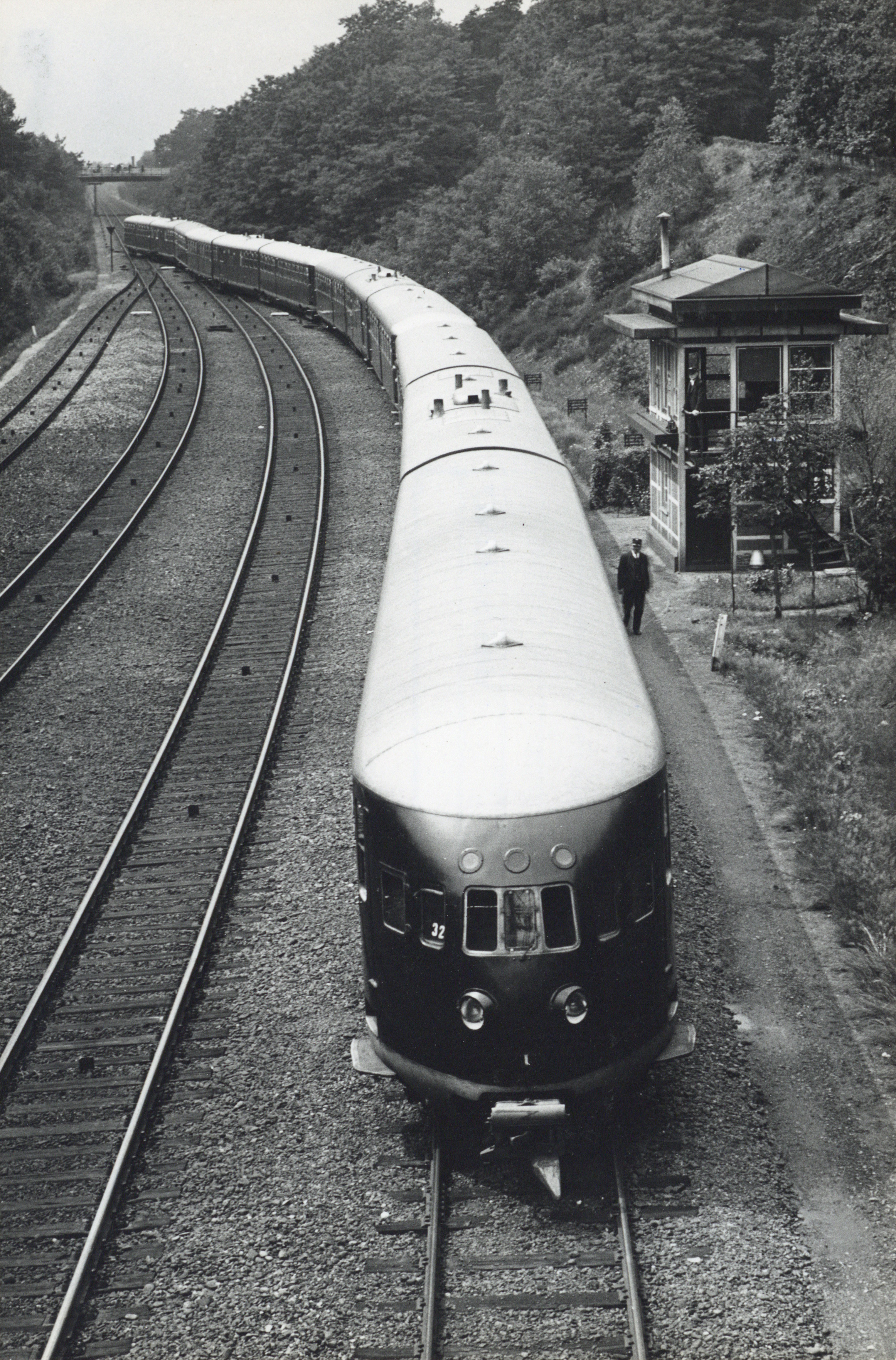
Couplage de 4 rames soit 12 voitures.
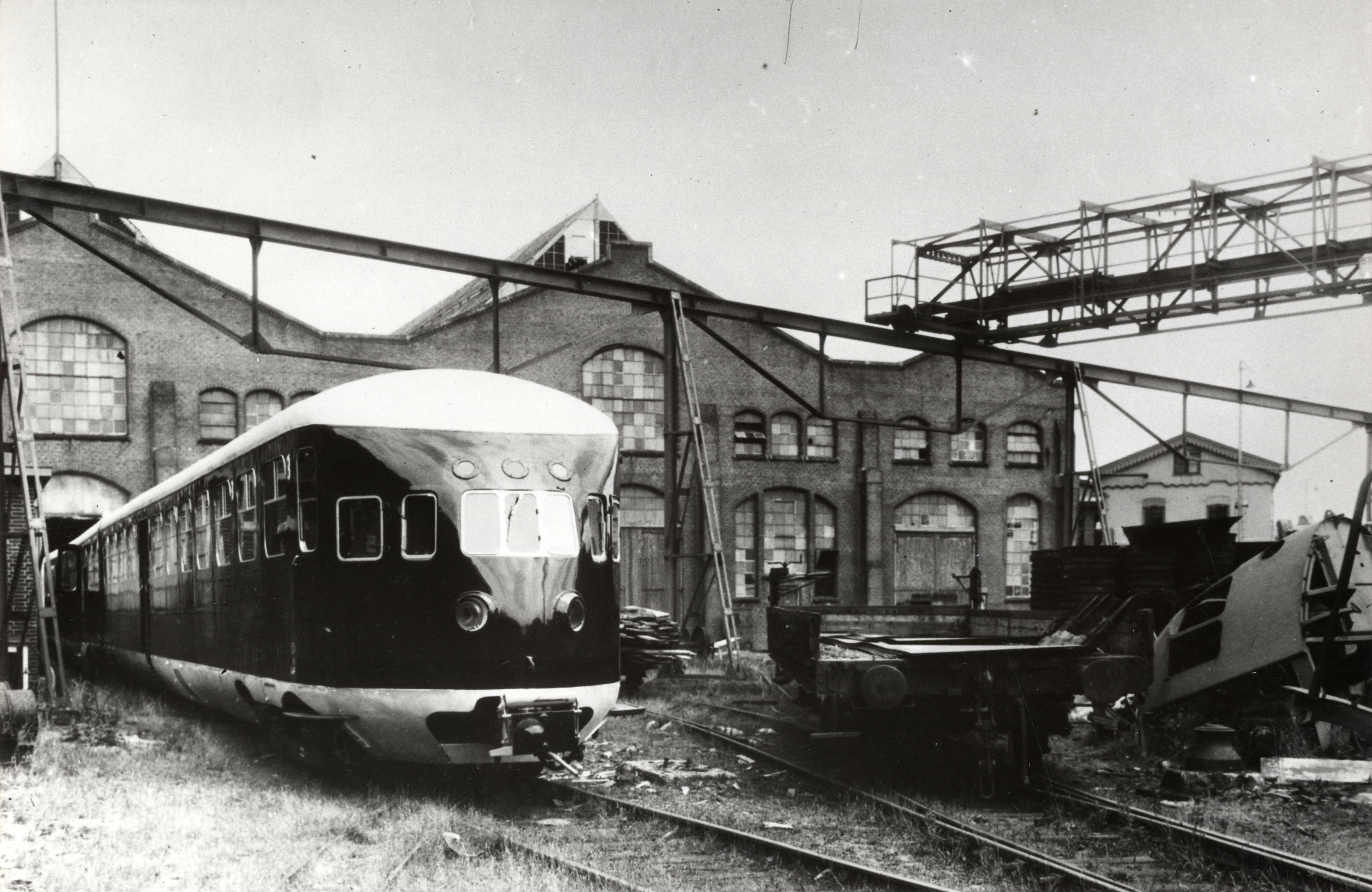
Autorail remis en état en 1945 par les ateliers d'Haarlem.
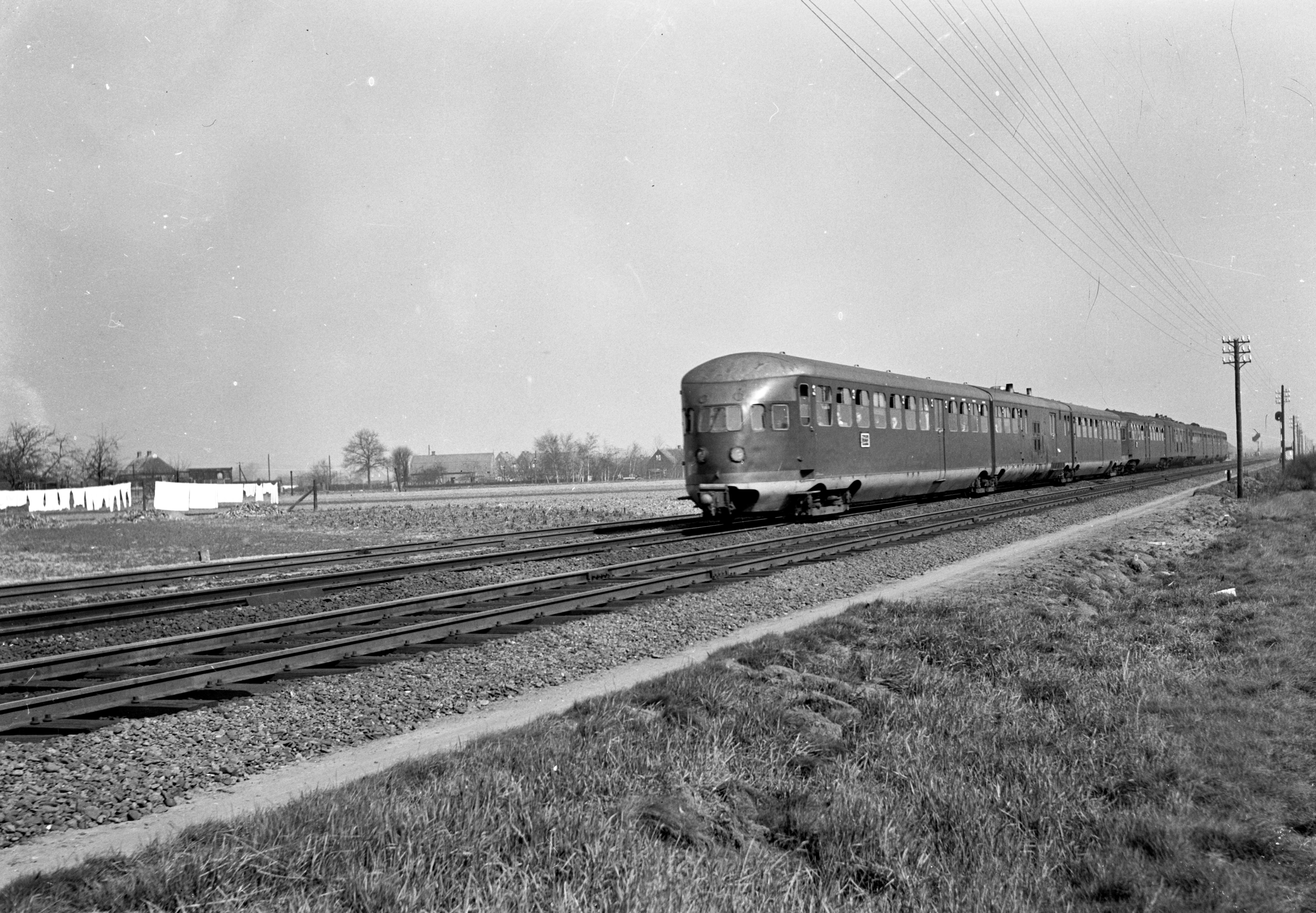
Couplage d'un DE3 et d'un DE5 en 1953.
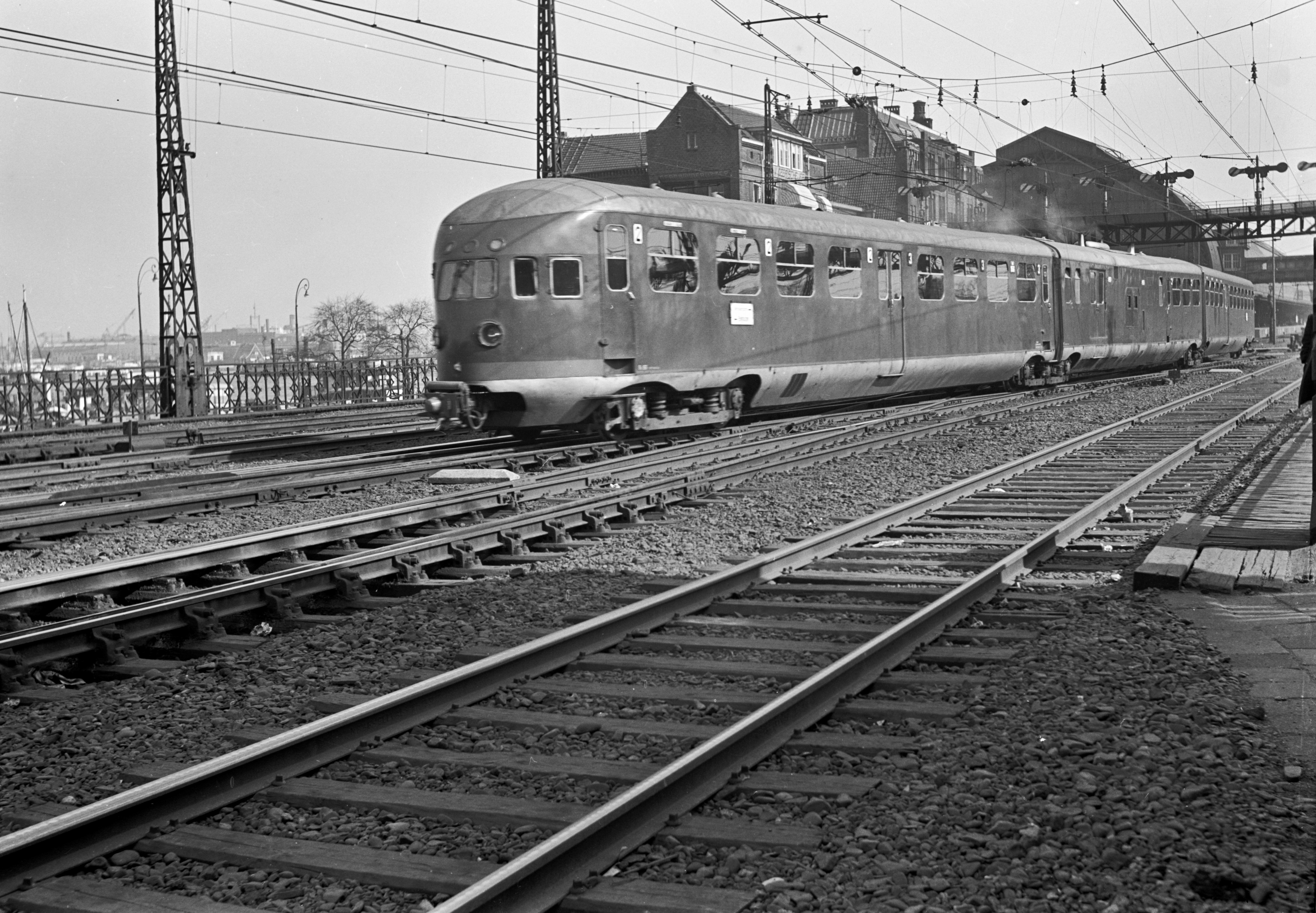
Amsterdam 1953. La remorque centrale ploie sous le poids de la motorisation.
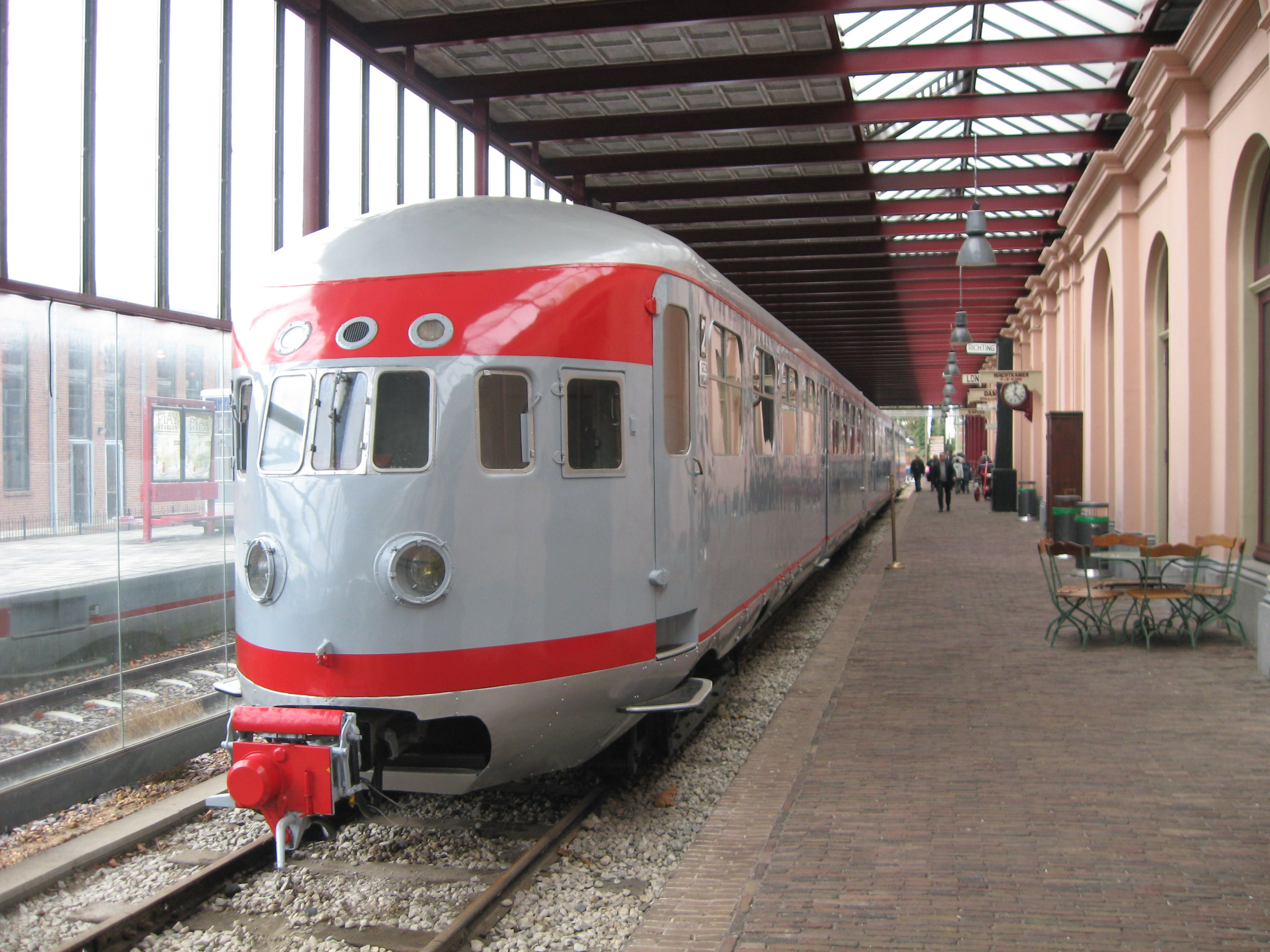
La rame préservée au musée d'Utrecht.